# François Malepart de Beaucourt
François Malepart de Beaucourt né à La Prairie en 1740 et mort à Montréal en 1794 est un peintre canadien actif principalement dans la province de Québec (1763-1794). 

## Biographie
François Malepart de Beaucourt est le fils de Paul Malepart de Grandmaison, militaire dans la marine française, installé d'abord à La Prairie, puis à Québec lorsqu'il est réformé en 1745. 
C'est son père qui va l'initier en premier lieu à la peinture. Après la conquête britannique des colonies françaises d'Amérique du Nord, il se rend à Bordeaux pour étudier la peinture. Par ce geste, il est considéré comme le premier canadien à recevoir une formation académique en Europe. Il marie en 1773 Benoîte Camagne, fille du peintre Joseph Camagne. 
En 1784, il est élu membre de l'Académie de peinture, de sculpture et d'architecture de Bordeaux. Il revient ensuite au Canada en 1786. On lui doit quelques portraits et diverses œuvres dans des églises.
Il séjourne ensuite en France, en Allemagne, en Russie et aux États-Unis avant de revenir s'installer à Montréal où il meurt en 1794.

## Musées et collections publiques
- Maison Mère d'Youville
- Musée des beaux-arts de Montréal
- Musée des beaux-arts du Canada
- Musée McCord
- Musée national des beaux-arts du Québec[5]

## Galerie

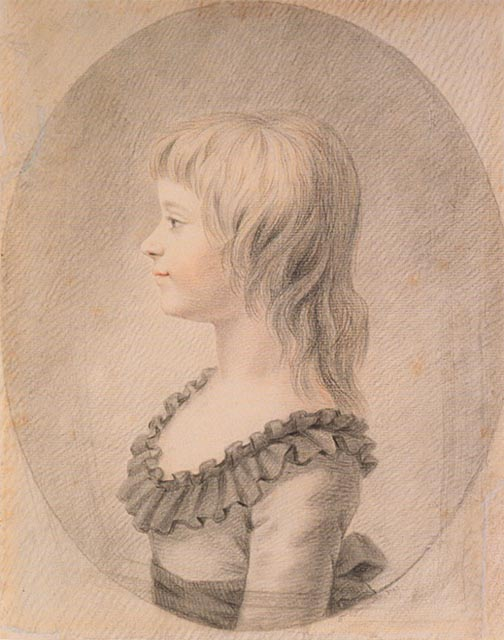
Portrait d'une jeune fille
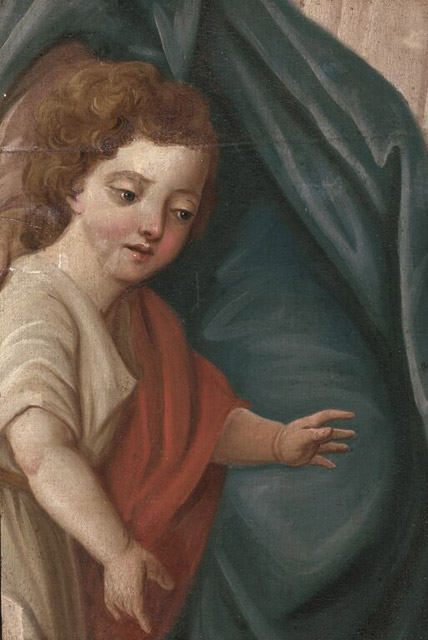
Marie, au secours des Chrétiens
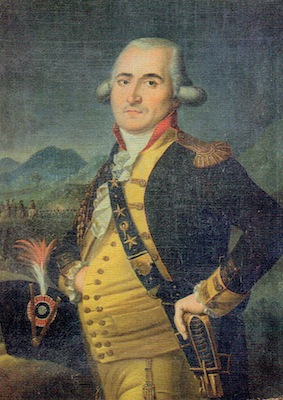
François Rouxel de Blanchelande
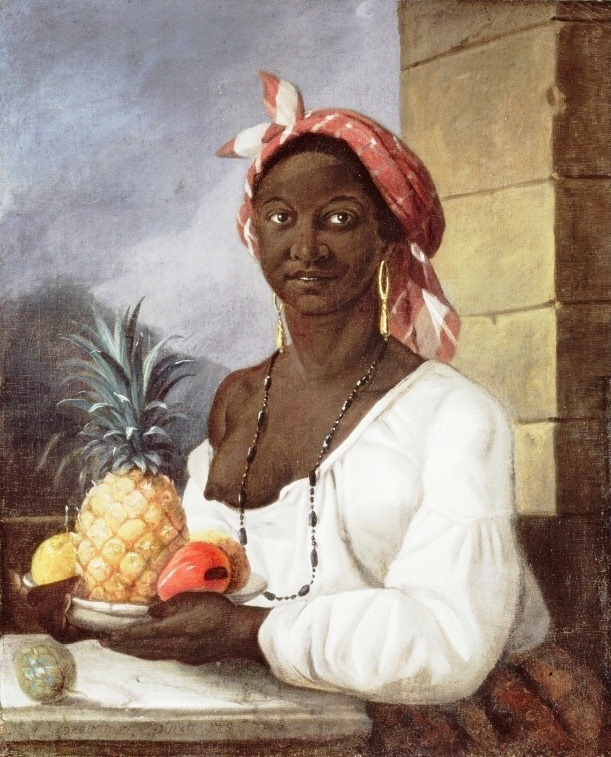
Portrait d'une femme haïtienne, 1786, Musée McCord
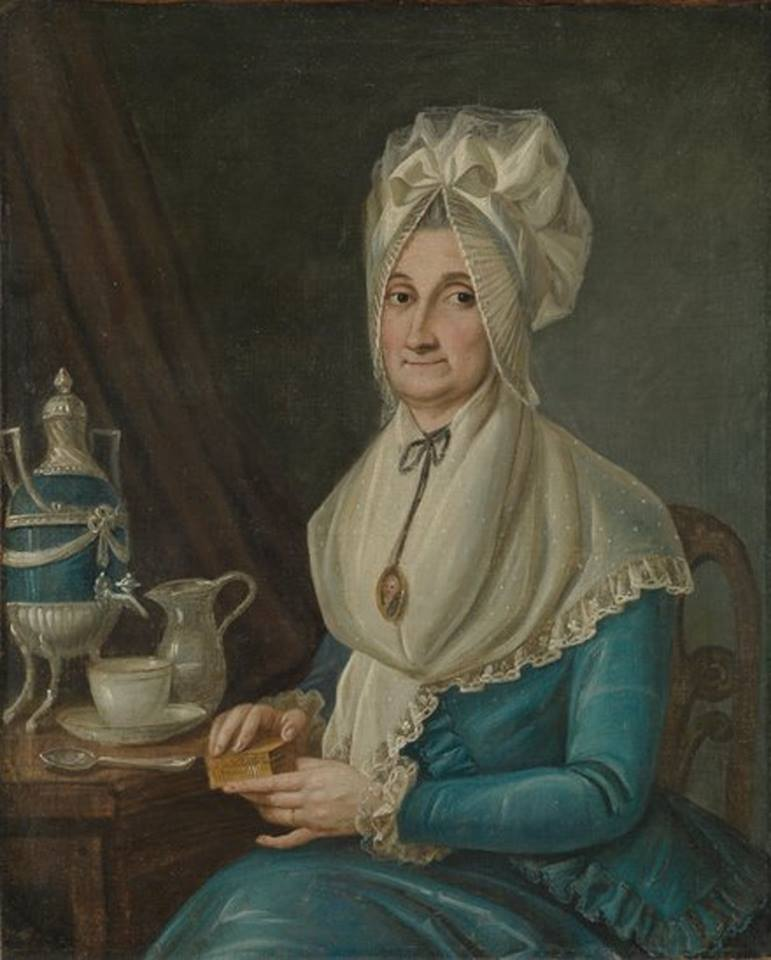
Madame Eustache Trottier Desrivières Beaubien, née Marguerite Malhiot, 1793, Musée national des beaux-arts du Québec